# Tetragonula melina
Tetragonula melina är en biart som först beskrevs av Giovanni Gribodo 1893.
Tetragonula melina ingår i släktet Tetragonula och familjen långtungebin. Inga underarter finns listade i Catalogue of Life.

## Beskrivning
Ett litet bi med en kroppslängd på 5 mm, en vinglängd på samma värde och genomgående honungsfärgad kropp, även om bakkroppen är något mörkare färgad än resten av kroppen. Behåringen är blekt gulröd till brungul. Tetragonula melina är den enda art i släktet med denna färgteckning; övriga arter är alla mörkbruna till svarta. Bortsett från färgen påminner arten mycket om Tetragonula geissleri.

## Ekologi
Släktet Tetragonula tillhör de gaddlösa bina, ett tribus (Meliponini) av sociala bin som saknar fungerande gadd. De har dock kraftiga käkar, och kan bitas ordentligt; boet skyddas aggressivt av arbetarna.

## Utbredning
Tetragonula melina har observerats i Thailand, Malaysia och Brunei.